# Sabella imberbis
Sabella imberbis är en ringmaskart som beskrevs av Grube 1863. Sabella imberbis ingår i släktet Sabella och familjen Sabellidae. Inga underarter finns listade i Catalogue of Life.